# 恩特吉巴
恩特吉巴（法語：N'Tjiba），是馬里的城鎮，位於該國西南部，由庫利科羅區的卡蒂省負責管轄，面積802平方公里，海拔高度337米，2009年人口23,617，人口密度每平方公里29人。